# Гайе, Дади
Дади Доду Гайе (англ. Dadi Dodou Gaye, 21 марта 1995, Осло) — гамбийский и норвежский футболист, защитник клуба «Стрёмсгодсет» и национальной сборной Гамбия.

## Карьера
Родился в Норвегии и всю свою карьеру проводит в местном чемпионате. В 2023 году дебютировал в Элитсерии за «Тромсё».

### В сборной
Имеет гамбийские корни и со временем Гайе решил представлять национальную сборную этой страны. Дебютировал за «скорпионов» 12 июня 2019 года в победном товарищеском матче против Марокко (1:0).